# Pawieł Sztiglic
Pawieł Sztiglic, także de Sztiglic, de Stiglitz (ros. Павел Штиглиц, ur. w 1892 w Petersburgu) – rosyjski lekkoatleta specjalizujący się w biegach sprinterskich, olimpijczyk.
Rosjanin wziął udział w jednej konkurencji podczas V Letnich Igrzysk Olimpijskich w Sztokholmie w 1912 roku. Na dystansie 100 metrów odpadł w fazie eliminacyjnej, gdzie trzynastym biegu eliminacyjnym, z nieznanym czasem, zajął miejsca 3-4.